# دوغ باركنسون
دوغ باركنسون هو سياسي أسترالي، ولد في 5 يونيو 1945 في هوبارت في أستراليا. نشط حزبياً في حزب العمال الأسترالي. وقد انتخب عضو المجلس التشريعي التاسماني ‏.